# Penczo Sławejkow
Penczo Petkow Sławejkow, bułg. Пенчо Петков Славейков (ur. 27 kwietnia 1866 w Trjawnie, zm. 10 czerwca 1912 w Brunate) – bułgarski poeta, przedstawiciel modernistycznego środowiska twórców skupionych wokół czasopisma Misył, syn Petka Sławejkowa i brat polityków Iwana Sławejkowa oraz Christa Sławejkowa.
Był ideologicznym przywódcą skupionych wokół pisma „Misył” tzw. młodych modernistów, którzy obrali orientację neoromantyczną. Był autorem poematów epicko-lirycznych i filozoficznych o charakterze programowym. Był też autorem liryków osobistych (zbiór Syn za sztastije 1907) mistyfikacji poetyckiej Na ostrowa na błażenite (1910), będącej zbiorem jego wierszy, niedokończonego poematu o powstaniu kwietniowym oraz studiów o folklorze i literaturze bułgarskiej i europejskiej.